# オオヤマネコ
オオヤマネコ（大山猫、学名: Lynx lynx、英語: Eurasian lynx; 中国語: 歐亞猞猁, 拼音: Ōu-Yà shēlì）は、哺乳綱食肉目ネコ科オオヤマネコ属に分類される食肉類。別名ユーラシアオオヤマネコ。

## 分布
スカンジナビア半島からロシアにかけて。イタリア、オーストリア、スロベニア、ドイツ、チェコ共和国、フランスなどに再導入。
模式標本の産地（基準産地・タイプ産地・模式産地）は単にヨーロッパとされているが、スウェーデン南部と考えられている。

## 形態
頭胴長（体長）オス76 - 148センチメートル、メス85 - 130センチメートル。尾長11 - 25センチメートル。体重オス11.7 - 29キログラム、メス13 - 21キログラム。オオヤマネコ属最大種であり、肩高約70cm。メスは平均18.1kg 程度である。毛皮は灰色から赤褐色で黒い斑点がある。背面には斑紋がないか、不明瞭。毛皮の模様の個体差が大きく、斑点のない個体と多くの斑点をもつ個体が近くで棲息していることもある。尾の先端は黒い個体が多いが、黒色部が小さい個体や黒色部を欠く個体もいる。

## 分類

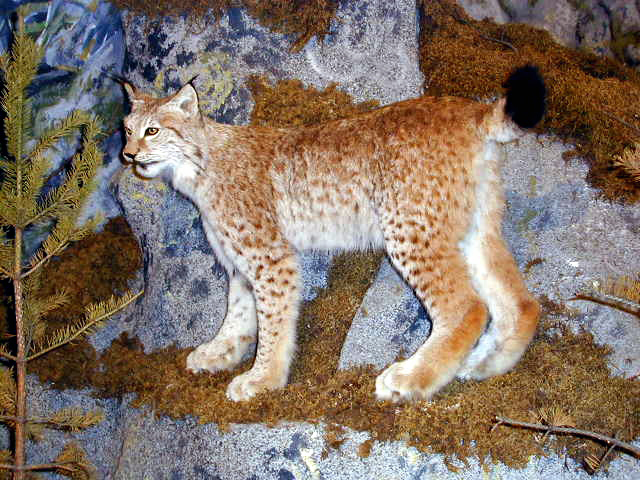
スカンジナビアの基亜種Lynx lynx lynx

カナダオオヤマネコやスペインオオヤマネコを本種に含める説もあった。
分類は混乱しており、亜種の分類について主流とされる説がない。一例として以下の亜種の分類はWozencraft(2005)に、分布はIUCN SSC Cat Specialist Group(2017)に従う。
Lynx lynx lynx (Linnaeus, 1758)
ヨーロッパからロシア
Lynx lynx isabellinus (Blyth, 1847)
中央アジア
Lynx lynx kozlovi Fetisov, 1950
シベリア中部（エニセイ川からバイカル湖にかけて）
Lynx lynx neglectus Stronganov, 1962
中華人民共和国北東部、シベリア東部（アムール・ウスリー川流域）、朝鮮半島北部
Lynx lynx sardiniae Mola, 1908
サルディニア島
ヨーロッパヤマネコ（リビアヤマネコ）の誤同定とされる。
以下の亜種の分類・分布は、IUCN SSC Cat Specialist Group(2017)に従う
Lynx lynx lynx (Linnaeus, 1758)
スカンジナビア半島、フィンランド、バルト三国、ベラルーシ、ロシア（エニセイ川以西）
Lynx lynx balcanicus (Bureš, 1941)
バルカン半島（ギリシャにも分布する可能性あり）
L. l. dinnikiのシノニムである可能性がある。
Lynx lynx carpathicus Heptner, 1972
ヨーロッパ中部および東部
Lynx lynx dinniki Satunin, 1915
イラン、イラク、コーカサス、小アジア
Lynx lynx isabellinus (Blyth, 1847)
中央アジア（ヒマラヤ山脈やチベット高原を含む）
Lynx lynx wrangeli Ognev, 1928
エニセイ川以東、中華人民共和国？

## 生態
森林や低木林・ツンドラ・岩の多い山地・半砂漠など、様々な環境に生息する。開けた環境は避けるが、森林や農地や点在する環境で獲物がいれば都市近郊や農村部にも生息する。
主にアカシカ・ニホンジカ・シベリアノロジカ・ノロジカ・アイベックス類・カフカスツール・シベリアジャコウジカ・ムフロン・イノシシなどの小型から中型の有蹄類や大型有蹄類の幼獣を食べ、チベットガゼル・チルー・バーラルを捕食することもある。タイガやチベット高原などの有蹄類が少ない環境では、チベットノウサギ・ヤブノウサギ・ユキウサギなどのノウサギ類を主に捕食する。鳥類や齧歯類、両生類、魚類なども食べる。家畜を襲うこともあり、スカンジナビア半島では半野生のトナカイが食性の大部分を占める地域もある。春季から秋季は食性が幅広く主に小型の獲物を捕食し、冬季は後述の理由もあり大型の獲物を捕食する傾向が強くなる。積雪の表面が凍結した環境では、雪に足が沈み込んだ大型の獲物を狩ることもある。徘徊して獲物を探したり、待ち伏せして通りかかった獲物に襲いかかる。小型の獲物は頭部や頸部に噛みついて殺し、有蹄類は喉に噛みついて窒息死させる。
繁殖期は2 - 3月で、妊娠期間は63 - 74日。主に5 - 7月に、1回に2 - 4頭の幼獣を産む。カナダオオヤマネコと比較すると繁殖期が早く、産仔数は少ない。生後2 - 3年で性成熟する。
主に夜行性で、成長すると単独で生活する。発する声は非常に小さくめったに聞かれることはないため、本種の生息地域の調査が、何年も不明であるケースも珍しくない。これらの特性から、獲物の食べ残しや足跡が確認されても、実際に生息が確認されるまでに長い年月を有する場合もある。本種は、隠れたり獲物を追跡することに有利な、起伏に富む樹木の多い土地に生息している。平均して1頭あたり20-60km²の縄張りをもち、一晩に20km以上移動することもある。

## 人間との関係
毛皮が利用されることもある。ヨーロッパの一部やロシアでは、スポーツハンティングの対象とされる。
家畜を食害する害獣とみなされることもある。
分布が非常に広く、種としての絶滅のおそれは低いと考えられている。生息地の破壊、交通事故、密猟も含む毛皮用の狩猟、害獣としての駆除などによる影響が懸念されている。1975年のワシントン条約発効時には亜種L. l. isabellinusがワシントン条約附属書IIに、1977年にネコ科単位でワシントン条約附属書IIに掲載されている。
日本ではリュンクス属（オオヤマネコ属）単位で、特定動物に指定されている。
かつてはヨーロッパ全土でありふれた動物であったが、20世紀半ばまでに、環境の変化や毛皮目的の狩猟などの影響で中央および西ヨーロッパの大部分の地域で絶滅している。1970年代（下記参照）以降、ヨーロッパ諸国の森林へのオオヤマネコの再導入が試みられ、成功しつつある。
イベリア半島
2002年、イベリア半島の地中海沿岸に生息するスペインオオヤマネコの個体数は100匹以下で絶滅寸前だった。2022年には保護活動が功を奏し、10倍超の1100匹がスペインとポルトガルに生息している。
エストニア
2001年の調査結果によれば、エストニアに 900頭の個体が棲息する。
オランダ
（中世までに、）オランダのオオヤマネコは絶滅している。目撃例も数例あるが、飼い馴らされたものが逃げるか放されるかして野生化した個体ではないかと推測されている。
カルパチア山脈
チェコ・ポーランド・スロヴァキア・ルーマニア・セルビアにわたるこの山脈には、約 2,800頭のオオヤマネコが棲息する。これは、ロシアの西側では最も大きなヨーロッパオオヤマネコの継続的な個体群である。
スイス
1915年に絶滅したが、1971年に再導入された。しかし、オオヤマネコが絶滅していたオーストリアに、このスイスのオオヤマネコが侵入してきている。
スロヴァキア
スロヴァキア中部および東部の森林地帯に自然分布する。スロヴァキアのオオヤマネコは、主に海抜800〜1,000m の混交林に棲息する。オオヤマネコの姿は、多くの国立公園およびその他の保護区域内で見られる。
チェコ
本種は、ボヘミア地方では19世紀（1830年〜1890年）に、モラヴィア地方では、おそらく19世紀から20世紀への移行期に、それぞれ絶滅した。1945年以降、スロヴァキアから侵入してきた個体により、モラヴィア地方に 小さくて不安定な個体群が形成された。1980年代に、20頭近くの個体がスロヴァキアから移入され、Šumava地区に再導入された。2006年初めの推計では、チェコ共和国内のオオヤマネコの個体数は65〜105 頭とされた。狩猟は禁じられているが、しばしば密猟の被害が出ている。
中央アジア
本種は、中華人民共和国の甘粛省・青海省・四川省・陝西省の各省、モンゴル、カザフスタン、ウズベキスタン、トルクメニスタン、キルギスタン、タジキスタンおよびパキスタン北部（カシミール地方）にも自然分布している。
ディナルアルプス地方
スロヴェニア、クロアチアおよびボスニア・ヘルツェゴビナは、約130頭のオオヤマネコの棲息地となっている。これらの国々では、オオヤマネコは20世紀初頭までに絶滅したと考えられていた。しかし、1973年にスロヴェニアで始められた再導入計画が奏功した。今日では、オオヤマネコの姿はスロベニア・アルプスや、クロアチアの ゴランスカ地方・ ベレビト山地方で、さらにはディナルアルプス・ディナラ山を越えてボスニア・ヘルツェゴビナ西部に至る地域でも見られる。3国すべてにおいて、オオヤマネコは絶滅危惧種として登録され、法によって保護されている。現実的な個体数の推計は、スロヴェニア40頭、クロアチア50〜60頭、ボスニア・ヘルツェゴビナ約40頭。
ドイツ
1850年に絶滅したが、1990年代にバイエルンの森とハルツ地方に再導入された。2002年、ドイツ国内での野生のオオヤマネコの最初の誕生が報告された。ハルツ国立公園のオオヤマネコのカップルが、子どもを生んだのである。アイフェル地方でも棲息が知られるが、これはフランスから侵入してきたものと思われる。さらに、ヘッセン州のフォーゲルスベルク山地にも棲息する。
日本
本種は、日本列島の北海道から鹿児島県にかけて22ヶ所の貝塚や洞穴などから骨や歯の化石が発見されており、12,000年前の旧石器時代から2,500年ほど前の縄文時代まで生息しており、かつては狩猟対象動物だったが絶滅したと推定されている。オオヤマネコとヤマネコは日本列島の主要部に縄文時代まで野生生息していた最後のネコ科動物であった。国内種としては絶滅しているが2023年現在、宇都宮動物園、羽村市動物公園、京都市動物園、王子動物園の4施設にて飼育が行われている。
バルカン半島
セルビア、マケドニア共和国、アルバニアおよびギリシャには、およそ100頭のオオヤマネコがおり、マケドニア西部の辺鄙な丘陵地帯に、最も数多く棲息する。
フェノスカンジア
1930年代から1950年代にかけては絶滅寸前の状態だったが、保護が効果をあげて増加に転じた。そのうちに、本種の「保護狩猟」が再び法制化された。個体数はまだ漸増の状態にある。本種は、スカンジナビアでは唯一の、家畜種以外のネコ類である。
フィンランド
1,100-1,200 頭（2006年調査）。
ノルウェー
西部を除くノルウェーのほぼ全地域に棲息する。2005年には、ノルウェー国内で51〜56頭が生まれ、個体数は300〜329頭と推計された。
スウェーデン
2006年、スウェーデンには推計約1,400頭の個体群があった。狩猟は政府機関によって制限されている。本種の狩猟への参加を希望するハンターは、3月に行われる、いわゆる「保護狩猟」に登録しなければならない。本種の個体数、またはトナカイの群がどのような影響を受けているかによって、各地区で数頭ずつだけ狩猟が許可される。狩られる個体と狩りの場所は、州庁によって管理され、獲物は分析のために 国立獣医師協会 へ送られる。ハンター自身は、地元警察当局によるマイクロチップかトランスポンダの取り付けを受ければ、皮をとっておくことができる。また、約70ユーロの料金を支払えば、獲物の頭骨を送り返してもらうこともできる。2007年に20地区で射殺が許可されたオオヤマネコは75頭にすぎないが、2006年に許可された51頭と比べると増加している（常に全個体数の約5%）。2006年には41頭が狩猟以外で殺され、31頭が交通事故で死亡している。
フランス
1900年ごろに絶滅したが、後にヴォージュ山脈とピレネー山脈に再導入された。
ポーランド
ビャウォヴィエジャの森とタトラ山脈に、約1,000頭が棲息している。
ロシア
本種総個体数の90%以上がシベリアの森林に棲息しており、西側の国境地帯から、日本列島北端の島嶼である樺太まで、広い地域に分布している。